# Le Sonneur
Pour l’article homonyme, voir Le Sonneur (artiste).
Le Sonneur (The Mugger dans l'édition originale américaine) est un roman policier américain de Ed McBain, nom de plume de Salvatore Lombino, publié en 1956. C’est le deuxième roman de la série policière du 87e District.

## Résumé
À Isola, un homme multiplie les agressions sur des femmes. En lune de miel avec Teddy, son épouse sourde-muette, le détective Steve Carella ne peut s'occuper de l'affaire et le dossier est confié au détective Hal Willis du 87e District. 
Par ailleurs, le jeune et beau patrouilleur Bert Kling se lance sur la piste d'un tueur. En cours d'enquête, il confie ses déboires et succès à Claire Townsend, sa petite amie. Pour son excellent travail, Kling obtient finalement une promotion au grade de détective de 3e catégorie, suscitant diverses réactions chez les détectives Burke, Monoghan et Monroe du commissariat.

## Éditions
Édition originale en anglais
- (en) Ed McBain, The Mugger, New York, Permabooks (Doubleday), 1956

Éditions françaises
- (fr) Ed McBain (auteur) et Jean Rosenthal (traducteur), Le Sonneur [« The Mugger »], Paris, Gallimard, coll. « Série noire no 370 », 1957, 246 p. (BNF 32265339)
- (fr) Ed McBain (auteur) et Jean Rosenthal (traducteur), Le Sonneur [« The Mugger »], Paris, Gallimard, coll. « Poche noire no 116 », 1970, 256 p. (BNF 35141538)
- (fr) Ed McBain (auteur) et Jean Rosenthal (traducteur), Le Sonneur [« The Mugger »], Paris, Gallimard, coll. « Carré noir no 320 », 1979, 252 p. (ISBN 2-07-043320-X, BNF 34627391)
- (fr) Ed McBain (auteur) et Jean Rosenthal (traducteur) (trad. de l'anglais), Le Sonneur [« The Mugger »], Paris, Gallimard, coll. « Folio no 2484 », 1993, 263 p. (ISBN 2-07-038710-0, BNF 35571044)
- (fr) Ed McBain (auteur) et Jean Rosenthal (traducteur), Le Sonneur [« The Mugger »], Dans 87e District, volume 1, Paris, Éditions Omnibus, 1999, 972 p. (ISBN 2-258-05138-X, BNF 37176580)
  - Ce volume omnibus contient les romans Du balai !, Le Sonneur, Le Fourgue, Faites-moi confiance, Victime au choix, Crédit illimité et Souffler n'est pas tuer.

## Adaptation
- 1958 : The Mugger, film américain réalisé par William Berke, adaptation très libre du roman Le Sonneur (The Mugger), où les noms des personnages et les péripéties sont modifiés.

## Sources
- Jean Tulard, Dictionnaire du roman policier : 1841-2005. Auteurs, personnages, œuvres, thèmes, collections, éditeurs, Paris, Fayard, 2005, 768 p. (ISBN 978-2-915793-51-2, OCLC 62533410), p. 599 (Notice 87e District).